# Bruno Irles
Bruno Irles (Rochefort, 16 augustus 1975) is een Frans voetbalcoach en voormalig voetballer.

## Spelerscarrière
Irles genoot zijn jeugdopleiding bij ACL Mably, AS Roanne en AS Monaco. Op 12 augustus 1994 maakte hij zijn officiële debuut in het eerste elftal van laatstgenoemde club: in de competitiewedstrijd tegen SM Caen (0-1-winst) liet trainer Arsène Wenger hem in de 80e minuut invallen voor Franck Dumas. Irles speelde 84 officiële wedstrijden aan voor Monaco in alle competities, waaronder elf in de Champions League. De verdediger werd tweemaal kampioen met Monaco (1996/97 en 1999/00). In 1997 en 2000 won hij ook de Trophée des Champions, al kwam hij in de editie van 1997 niet in actie. Ook in het behalen van de Coupe de la Ligue 2002/03 had hij geen aandeel. In 2003 zette Irles definitief een punt achter zijn spelerscarrière wegens een knieblessure.

## Trainerscarrière
Na zijn spelerscarrière bleef Irles in dienst van Monaco. Zo hielp hij Didier Deschamps in 2004 aan informatie over FC Porto naar aanleiding van de Champions League-finale van 2004. Van 2005 tot 2012 coachte hij het U17-elftal van Monaco. Daarna ging hij aan de slag bij het B-elftal van Monaco, dat toen uitkwam in de CFA.
In 2014 nam Irles na meer dan twee decennia definitief afscheid van Monaco om aan de slag te gaan bij tweedeklasser AC Arles-Avignon. Daar werkte hij opnieuw samen met zijn ex-ploegmaat Franck Dumas. Op het einde van het seizoen degradeerde de club uit de Ligue 2, kort daarna verdween de club zelfs uit het profvoetbal wegens financiële problemen.
Na een seizoen zonder club ging Irles in de zomer van 2016 aan de slag bij de Moldavische recordkampioen Sheriff Tiraspol. Op 10 augustus 2016 won hij zijn eerste prijs: Sheriff sleepte de Moldavische Supercup in de wacht. Een paar weken daarvoor was Sheriff in de tweede voorronde van de Champions League gesneuveld tegen Hapoel Beër Sjeva. Op 23 september 2016 werd Irles op de keien gezet door Sheriff Tiraspol, dat op het einde van het seizoen wel kampioen werd.
Irles ging enkele maanden na zijn ontslag bij Sheriff Tiraspol aan de slag bij Canal+ Groep. In januari 2019 vond hij met de Franse derdeklasser Pau FC een nieuwe club. In zijn eerste halve seizoen eindigde hij met de club tiende in de Championnat National. In het seizoen 2019/20, dat vanwege de coronapandemie niet volledig werd afgewerkt, hielp hij de club aan een historische promotie naar de Ligue 2. Pau begon evenwel zonder Irles aan zijn avontuur op het tweede niveau, want in mei 2020 stapte Irles over naar derdeklasser US Quevilly-Rouen Métropole. Deze club leidde hij in zijn debuutseizoen ook naar de Ligue 2, weliswaar als vicekampioen. Irles vatte het seizoen 2021/22 aan als trainer van Quevilly-Rouen, maar in januari 2022 maakte hij de overstap naar eersteklasser Troyes AC. Onder zijn leiding sprokkelde de club 21 op 57 in de Ligue 1, wat genoeg was voor de redding. Irles begon ook het seizoen 2022/23 als trainer van Troyes, maar op 8 november 2022 zette de club hem aan de deur wegens tegenvallende resultaten.
Op 13 februari 2024 ondertekende Irles een contract tot het einde van het seizoen bij de Belgische eersteklasser RWDM, die op dat moment in degradatienood verkeerde. Bij een behoud in de Jupiler Pro League zou zijn contract automatisch verlengd worden met een jaar. Irles slaagde er niet in om het tij te keren bij de Molenbekenaars: na de 3-1-nederlaag tegen KRC Genk in zijn debuutwedstrijd sprokkelde hij een punt tegen degradatieconcurrent Oud-Heverlee Leuven, om vervolgens met 3-2 de boot in te gaan bij hekkensluiter KV Kortrijk en vervolgens ook kansloos te verliezen tegen RSC Anderlecht en Cercle Brugge. Door de 1 op 15 onder Irles zakte RWDM op de slotspeeldag van de reguliere competitie naar de laatste plaats in het klassement. De kloof met KAS Eupen en KV Kortrijk bedroeg voor aanvang van de Relegation play-offs slechts één punt, maar RWDM koos ervoor om de nacompetitie zonder Irles aan te vangen: op 23 maart 2024 meldde de club het ontslag van de Fransman.
In augustus 2024 werd hij aangesteld als trainer van Girondins de Bordeaux, dat door financiële problemen was teruggezet naar de Championnat National 2.